# El Turó dels Trols
El Turó dels Trols (Troll Fell en anglès) és una novel·la de fantasia escrita per Katherine Langrish. És el primer llibre de la Triologia dels Trols que està comprès pels llibres El Turó dels Trols, El Molí dels Trols and La Sang dels Trols. El llibre tracta sobre una muntanya epònima, que està plena de trols. La traducció en català va ser a càrrec de Mercè Senabre i Juncosa. L'edició en català consta de 292 pàgines, publicat per Alfaguara

## Argument
La història comença a Hammerhaven, i hi té lloc la crema d'una pira, un munt de troncs en el qual al capdamunt hi ha un difunt per ser incinerat. El difunt era el pare del protagonista, en Peer Ulfsson que estava allà acompanyat d'alguns vilatans. Però va aparèixer un home gràs i brut, i es va voler emportar en Peer amb ell. Aquell home era el seu oncle, en Baldur Grimsson, i va vendre totes les propietats del pare d'en Peer a canvi de monedes, i s'ho va quedar. En Baldur, en Peer i el seu gos, en Loki va posar rumb, tot i que de manera forçosa i amb preses cap a la casa d'en Baldur, que era un molí a prop de Trollsvik. El molí era vell i brut, i estava a tocar del Turó dels Trolls, on hi habitaven aquestes bèsties. Gairebé en arribar al molí, es van topar amb un genet, i en Baldur el va insultar. L'oncle Baldur tenia un germà, en Grim, que era com ell (contràriament de com es pensava que fos per en Peer), però almenys cuinava alguna cosa i vivia també al Molí.
Només arribar al molí, en Peer ja li van manar a fer feines dures i feixugues i va veure la crua realitat que se li presentava. Ni en Peer ni en Loki, els donaven gaire de menjar perquè s'ho menjaven gairebé tot els oncles. En aquell molí, hi havia també en Grendel, el gos dels oncles que era molt gros i agressiu. Però també hi havia estranyes criatures, com el Nis o els Lubbers.
El genet que s'havia trobat en Baldur i en Peer era de fet en Ralf Eiriksson que vivía no gaire lluny del Molí, la seva dona es deia Gudrun, i tenien tres fills, la Hilde, que era la gran, i els dos petits, en Sigurd i la Sigrid, però també vivia amb ells l'avi, Eirik.
En Ralf va explicar la història de què una vegada al Turó dels Trolls, concretament al Prat de la Pedra, una troll se li va acostar i li va oferir una copa amb un beuratge, però ell va fer veure que se'l bevia, la troll es va enfadar i un munt de trolls el van perseguir. En Ralf va anar fins al Molí i el pare dels bessons Grimsson va veure la copa que tenia en Ralf, i se la volia quedar, ell no li va donar i se'n va anar cap a casa.
L'endemà en Ralf se'n va anar a Hammerhaven a desembarcar-se amb el Serp Llarga, un vaixell viking que salpava l'endemà i ell tenia ganes d'aventures, però no tornaria fins a principis d'hivern. La Gudrun no li va fer gaire gràcia però al final el van deixar anar-hi.
En Peer fa amics amb el Nis, que li revela secrets i informacions, i també coneix la Hilde, el qual manté una agradable amistat. Li informa que el seu pare ha salpat amb vaixell. Però els oncles acaben sabent-ho i amenacen de quedar-se amb les ovelles dels Eiriksson s'hi no els donen el Prat de Pedra, per l'assumpte amb la copa d'or.
En Peer arriba a descobrir quina finalitat tenia a allà, i era que al solstici d'hivern hi hauria un casament entre trolls, i els Grimsson volien canviar en Peer per monedes. En Peer seria el regal de la promesa al promès troll i hauria de fer de patge i d'esclau. Després, d'uns dies, en Peer va descobrir a través de la Vella Dentsverdes que hi hauria un casament doble i que els oncles haurien de buscar també una nena de la mateixa edat, amb la mateixa finalitat. En Peer va explicar-ho a la Hilde, que de pas va conèixer també els pescadors de Trollsvik, l'Arnë Egilsson i en Bjorn.
Poc abans del solstici d'hivern, es va fer saber que el Serp Llarga va naufragar, i els oncles es van posar contents perquè ja no tornarien a veure en Ralf Eiriksson, per celebrar-ho els oncles van decidir fer una lluita de gossos entre en Grendel i en Loki, i en Peer es va desesperar. Durant una lluita descavellada que fins i tot van sortir del Molí, en Loki va sobreviure travessant el riu, però en Grendel va ser enfossat cap al fons del riu per la Vella Dentsverdes. Després en Peer va deixar anar tot el que sabia sobre el seu futur i els oncles el van tancar, i llavors se'n van anar del Molí. En Peer va ser alliberat pel Nis, llavors en Peer va decidir fugir cap a Hammerhaven amb els diners de son pare. Els oncles van raptar en Sigurd i la Sigrid i els van ficar en farcells. En Peer i en Loki els va veure i van decidir seguir-los quan ja ben enmig del Turó dels Trolls, els oncles van entrar per una porta en forma de llosa. En Peer no va poder entrar amb ells, però després es va trobar amb la Hilde i el seu gos, l'Alf. I van decidir entrar-hi, però sense els gossos, ja que van tornar a la Granja Eirkisson. La Gudrun i l'Erik estaven desesperats hi van decidir demanar ajuda al poble però no hi van trobar ningú, ja que eren a la platja, ja que havia arribat un vaixell, i van trobar en Ralf sa i estalvi.
La Hilde tenia la copa d'or dels trolls i es van endinsar a la cova i van acabar trobant l'Amo, el cap dels trolls. La Hilde va demanar l'intercanvi de la copa pels seus germans però no va resultar. Els va conduir al saló de la muntanya per celebrar la festa de casament i els va ensenyar els seus germans juntament amb un munt de trolls, bèsties, els futurs casats i els germans Grimsson. Però a la filla de l'Amo no li agradaven els menuts i l'Amo va decidir fer un canvi, en Peer i la Hilde van decidir que ells serien els regals a canvi del retorn d'en Sigurd i la Sigrid a casa seva, i l'Amo ho va acceptar. Llavors van entrar els vilatans de Trollsvik amb entorxes i van interrompre la festa. En Ralf i els seus no podien fer res davant el munt de trolls que hi havia allà, però en Peer va tenir l'astúcia de servir el beuratge troll als germans Grimsson i aquests es van convertir mig trolls. En Ralf va oferir el canvi dels Grimsson per en Peer i la Hilde i ells van estar-hi d'acord i tothom va poder marxar cap al poble menys els dos germans.
La història acaba que en Peer es queda a casa dels Eiriksson, com també el Nis, i en Ralf els explica la interessant aventura que va tenir a les futures Amèriques.